# Grupa Elemental Holding
Grupa Elemental – wywodząca się z Polski globalna grupa kapitałowa zajmująca się recyklingiem i urban miningiem, z siedzibą w Luksemburgu. Założona w 2010 r. w Grodzisku Mazowieckim przez Pawła Jarskiego Grupa zajmuje się odzyskiwaniem platynowców – PGM (palladu, platyny i rodu) ze zużytych katalizatorów samochodowych (SAC). Elemental pozyskuje także m.in. koncentratu złota, srebra i miedzi ze zużytego sprzętu elektrycznego i elektronicznego (e-waste), płytek drukowanych (PCB) oraz złomu metali nieżelaznych. W 2024 roku Grupa uruchomiła nowoczesny zakład do recyklingu baterii litowo-jonowych w Zawierciu. 
Grupa Elemental posiada obecnie 55 spółek zależnych w 35 krajach, posiadających ponad 50 zakładów zbierania i przetwarzania, z których 30 znajduje się w Europie, a reszta poza Europą (w USA, Turcji, Zjednoczonych Emiratach Arabskich, Afryce oraz Azji). Grupa zatrudnia ponad 1100 osób na całym świecie.
W 2024 roku Grupa Elemental została pierwszym w Polsce mecenasem uczelni wyższej - Akademii Leona Koźmińskiego i zobowiązała się przekazać dwa miliony czterysta tysięcy złotych w ciągu trzech lat na kapitał żelazny uczelni (ang. endowment fund) — pierwszy taki fundusz w polskim środowisku akademickim.

## Historia

### 2010
- założenie Elemental Holding przez Pawła Jarskiego

### 2011
- akwizycja polskiej spółki Tesla Recykling[3]
- akwizycja polskiej spółki Syntom[4].

### 2012
- debiut na Newconnect[5]

### 2013
- debiut na rynku głównym GPW[6]
- akwizycja polskiej spółki Terra Recykling[7]

### 2015
- pierwsza akwizycja zagranicznej spółki - EMP Recycling[8] z Litwy
- akwizycja polskiej spółki PGM Group[9]

### 2016
- przejęcie fińskiej spółki Kat-Metal[10]

### 2017
- wejście na rynek brytyjski - powstanie spółki Elemental Resource Management

### 2018
- akwizycja niemieckiej spółki RECAT[11]

### 2019
- wejście na rynek azjatycki - powstanie spółki Elemental Asia oraz Elemental Asia Sdn Bhd

### 2020
- pierwsza akwizycja w USA - PGM of Texas[12]

### 2021
- kolejne akwizycje w USA: Legend Smelting & Recycling[13] oraz Maryland Core[14]
- opuszczenie GPW poprzedzone przymusowym wykupem akcji od mniejszościowych akcjonariuszy, którzy niejednokrotnie zakupili akcje po cenie dwukrotnie wyższej niż cena wykupu. Inwestorzy ci liczyli na wspaniały rozwój EH, który nastąpił - po opuszczeniu GPW. Przed opuszczeniem GPW kurs akcji EH był przez wiele lat na bardzo niskim poziomie co spowodowało, że cena przymusowego wykupu również była relatywnie niska.[15]
- utworzenie spółki Elemental Strategic Metals zarządzającej projektem budowy w Zawierciu[16] pierwszego w tej części Europy zakładu do recyklingu baterii Li-Ion

### 2023
- kolejna akwizycja w USA - Daniel Ball Converter Recycling[17]
- pierwsza akwizycja w USA spółki z sektora e-waste - Colt Recycling[18]

### 2024
- joint venture z amerykańską spółką Ascend Elements i utworzenie spółki AE Elemental[19]
- otwarcie zakładu w Zawierciu zajmującego się przetwarzaniem baterii Li-Ion oraz rafinacją platynowców[1]
- otwarcie zakładu do przetwarzania elektroodpadów w Grodzisku Mazowieckim[20]
- zawiązanie joint venture z Romco Group i wejście na rynek afrykański[21]

## Nagrody

### 2024
- "Diamenty Zielonego Przemysłu"[22] - Lider Zielonej Technologii
- "Nie ma przyszłości bez przedsiębiorczości"[23] - nagroda za budowę globalnego lidera w branży i uruchomienie zakładu w Zawierciu
- "Biały Listek ESG" [24] - nagroda przyznawana przez redakcję "Polityki"
- "WNP Awards" [25] - za „Najważniejsze surowce z odzysku"

### 2023
- "Inwestor Bez Granic"[26] - nagroda za budowę globalnego potencjał Elemental Holding i wspieranie odpowiedzialnego zarządzania ograniczonymi zasobami gospodarki o obiegu zamkniętym
- "Zielony Orzeł 2023" - nagroda przyznawana przez redakcję "Rzeczypospolitej". Grupa Elemental została nagrodzona za innowacyjny pomysł, którego realizacja pomaga chronić środowisko[27]

### 2022
- "Lider ESG"[28] - kategorii „Innowacje” za opracowanie i pierwsze wdrożenie przemysłowe innowacyjnych technologii recyklingu baterii litowo-jonowych i katalizatorów z odzyskiem metali o strategicznym znaczeniu
- "Polska Firma - Międzynarodowy Czempion"[29] - nagroda główna „Inwestor” została przyznana Grupie Elemental Holding za najlepszą strategię inwestycyjną i jej realizację
- "Czempion zrównoważonego rozwoju – ekologia"[30] - wyróżnienie w uznaniu działalności ekologicznej podejmowanej przez firmę. W tej kategorii doceniony został projekt zakładu do recyklingu baterii Li-Ion w Zawierciu

### 2021
- "Polska Firma - Międzynarodowy Czempion"[29] - wyróżnienie w kategorii „Inwestor”

### 2015
- "Polish Business Awards"[31]- transakcja roku

### 2013
- "Złota Bogoria" - Firma Roku